# Національна бібліотека Квебеку
Національна бібліотека Квебеку (фр. Bibliothèque et Archives nationales du Québec) — державна організація канадської провінції Квебек.

## Історія
У 2006 році відбулося злиття «Bibliothèque nationale du Québec», яка працювала з 1967 року, та «Archives nationales du Québec», який існував до 1920 року, і була перейменована на «Bibliothèque et Archives nationales du Québec».
Вона збирає насамперед книги, надруковані у Квебеку, що розповідають про Квебек та авторів, які народилися в Квебеку. Заснована 12 серпня 1967 року. Штаб-квартира знаходиться в Монреалі. Більшість книг зберігається у Великій бібліотеці Квебеку.
Бібліотека отримує 16 мільйонів канадських доларів на рік від уряду на свою діяльність і прагне зробити свої ресурси безплатними для всіх охочий.